# Coenred
Coenred o Cenred, Coinred o Kenred (... – VIII secolo) regnò sul Regno di Mercia (reame anglosassone dell'Inghilterra altomedievale)  dal 704 al 708.
Era figlio del re di Mercia Wulfhere e della sua consorte santa Ermenegilda.
Secondo il Venerabile Beda abdicò in favore di Ceolred, figlio di Aethelred, dopo quattro anni di potere. In seguito si recò con Offa dell'Essex a Roma, dove fu ordinato monaco da papa Costantino. Il fatto è riportato anche dagli annali di Niederaltaich. Morì in una data imprecisata.